# Persone di nome Héctor/Calciatori
| Questa pagina contiene informazioni ricavate automaticamente dalle voci biografiche con l'ausilio del template Bio e di un bot. L'aggiornamento è periodico e automatico e ricostruisce completamente la pagina. Se manca una persona in questa lista, sei pregato di non aggiungerla, ma accertati piuttosto che la sua voce biografica contenga il template Bio e che i dati anagrafici siano correttamente compilati. Se il template Bio manca, inseriscilo tu stesso o, in alternativa, metti l'avviso {{tmp\|Bio}} che ne segnala la mancanza. Se i dati riportati sono sbagliati, correggi direttamente la voce biografica; le modifiche saranno visibili in questa lista entro pochi giorni. Per chiarimenti vedi il progetto antroponimi. La lista contiene solo le 85 persone che sono citate nell'enciclopedia e per le quali è stato implementato correttamente il template Bio. Pagina aggiornata al 22 lug 2025. |

Questa è una lista di persone presenti nell'enciclopedia che hanno il nome Héctor e sono calciatori.

## A(5)
- Jonás Acevedo, calciatore argentino (Concarán, n. 1997)
- Héctor Acosta, ex calciatore messicano (San Martín de Hidalgo, n. 1991)
- Héctor Acuña, ex calciatore uruguaiano (Montevideo, n. 1981)
- Héctor Adomaitis, ex calciatore argentino (Temperley, n. 1970)
- Héctor Aguirre, ex calciatore guatemalteco (n. 1976)

## B(3)
- Héctor Baley, ex calciatore argentino (San Nicolás de los Arroyos, n. 1950)
- Héctor Bellerín, calciatore spagnolo (Calella, n. 1995)
- Héctor Bustamante, calciatore paraguaiano (Encarnación, n. 1995)

## C(12)
- Héctor Canjura, ex calciatore salvadoregno (San Salvador, n. 1976)
- Héctor Canteros, calciatore argentino (Buenos Aires, n. 1989)
- Héctor Carabalí, ex calciatore ecuadoriano (Guayaquil, n. 1972)
- Fabián Carini, ex calciatore uruguaiano (Montevideo, n. 1979)
- Héctor Castellanos, calciatore honduregno (Tela, n. 1992)
- Héctor Cazenave, calciatore uruguaiano (Montevideo, n. 1914 - † 1958)
- Héctor Chiriboga, ex calciatore ecuadoriano (Quito, n. 1966)
- Héctor Chumpitaz, ex calciatore peruviano (San Vicente de Cañete, n. 1944)
- Héctor Cincunegui, calciatore uruguaiano (Montevideo, n. 1940 - † 2016)
- Alberto Coyote, ex calciatore messicano (Celaya, n. 1967)
- Héctor Cuéllar, calciatore boliviano (Santa Cruz de la Sierra, n. 2000)
- Héctor Yuste, calciatore spagnolo (Cartagena, n. 1988)

## D(4)
- Héctor De Bourgoing, calciatore argentino (Posadas, n. 1934 - Bordeaux, † 1993)
- Héctor Demarco, calciatore uruguaiano (Montevideo, n. 1936 - Montevideo, † 2010)
- Héctor Marchena, ex calciatore costaricano (Puntarenas, n. 1965)
- Héctor de Mata, ex calciatore e ex giocatore di calcio a 5 guatemalteco (Città del Guatemala, n. 1980)

## E(2)
- Héctor Echeverri, calciatore colombiano (n. 1938 - † 1988)
- Héctor Esparza, ex calciatore messicano (Zacatecas, n. 1960)

## F(7)
- Héctor Facundo, calciatore argentino (Buenos Aires, n. 1937 - † 2009)
- Héctor Ferrari, calciatore argentino (n. 1925)
- Junior Firpo, calciatore dominicano (Santo Domingo, n. 1996)
- Héctor Font, ex calciatore spagnolo (Vila-real, n. 1984)
- Héctor Fort, calciatore spagnolo (Barcellona, n. 2006)
- Héctor Freschi, calciatore argentino (Resistencia, n. 1911 - Resistencia, † 1993)
- Héctor Fértoli, calciatore argentino (El Trébol, n. 1994)

## G(5)
- Martín Garay, calciatore argentino (Mina Clavero, n. 1999)
- Héctor Augusto González, ex calciatore venezuelano (Baruta, n. 1977)
- Héctor González Garzón, calciatore colombiano (n. 1937 - † 2015)
- Héctor Manuel González, ex calciatore ecuadoriano (Esmeraldas, n. 1972)
- Héctor Grisetti, calciatore argentino (n. 1923)

## H(5)
- Héctor Hernández Marrero, calciatore spagnolo (Las Palmas de Gran Canaria, n. 1995)
- Héctor Hernández Ortega, calciatore spagnolo (Valladolid, n. 1991)
- Héctor Herrera, calciatore messicano (Tijuana, n. 1990)
- Héctor Elizondo, calciatore spagnolo (Sevilla, n. 2008)
- Héctor Hurtado, ex calciatore colombiano (Cali, n. 1975)

## I(1)
- Martín Icart, ex calciatore uruguaiano (Montevideo, n. 1984)

## J(1)
- Héctor Jiménez, ex calciatore statunitense (Huntington Park, n. 1988)

## L(2)
- Héctor de Guevara, calciatore peruviano (Arequipa, n. 1940 - † 2024)
- Héctor López, ex calciatore messicano (Guadalajara, n. 1971)

## M(6)
- Héctor Martínez, ex calciatore paraguaiano (n. 1967)
- David Martínez, calciatore argentino (Buenos Aires, n. 1998)
- Héctor Morales, calciatore e allenatore di calcio ecuadoriano (Quito, n. 1944 - Quito, † 1993)
- Héctor Miguel Morales Llanas, ex calciatore messicano (San Nicolás de los Garza, n. 1985)
- Héctor Moreno, calciatore messicano (Culiacán, n. 1988)
- Héctor Morán, ex calciatore uruguaiano (Durazno, n. 1962)

## N(1)
- Héctor Núñez Segovia, ex calciatore cileno (Valparaíso, n. 1992)

## O(2)
- Héctor Ochoa, calciatore argentino (Lincoln, n. 1942 - † 2020)
- Héctor Benítez Ortiz, ex calciatore messicano (n. 1928)

## P(3)
- Héctor Puebla, ex calciatore cileno (La Ligua, n. 1955)
- Héctor Pulido, calciatore messicano (Michoacán, n. 1942 - † 2022)
- Héctor Puricelli, calciatore e allenatore di calcio uruguaiano (Montevideo, n. 1916 - Roma, † 2001)

## Q(1)
- Héctor Quiñónes, ex calciatore colombiano (Barbacoas, n. 1992)

## R(7)
- Héctor Omar Ramos, ex calciatore uruguaiano (Montevideo, n. 1936)
- Héctor Ramos, calciatore portoricano (Maunabo, n. 1990)
- Héctor Reynoso, ex calciatore messicano (Città del Messico, n. 1980)
- Héctor Ricardo, calciatore argentino (Buenos Aires, n. 1925 - † 1989)
- Héctor Enrique Rivas, ex calciatore venezuelano (n. 1968)
- Héctor Robles, ex calciatore cileno (Santiago del Cile, n. 1971)
- Héctor Rodríguez Peña, ex calciatore uruguaiano (Montevideo, n. 1968)

## S(8)
- Héctor Santibáñez, ex calciatore cileno (Santiago del Cile, n. 1972)
- Héctor Santos, calciatore uruguaiano (n. 1944 - † 2019)
- Héctor Scarone, calciatore e allenatore di calcio uruguaiano (Montevideo, n. 1898 - Montevideo, † 1967)
- Damián Schmidt, ex calciatore argentino (Santa Rosa, n. 1992)
- Héctor Scotta, ex calciatore argentino (San Justo, n. 1950)
- Héctor Socorro, calciatore cubano (n. 1912)
- Damián Steinert, ex calciatore argentino (Paraná, n. 1986)
- Héctor Sánchez, ex calciatore spagnolo (Fuerteventura, n. 1985)

## T(1)
- Héctor Tuja, ex calciatore uruguaiano (Montevideo, n. 1960)

## U(1)
- Héctor Uribe, calciatore messicano (León, n. 2004)

## V(3)
- Joaquín Varela, calciatore argentino (San Fernando del Valle de Catamarca, n. 1997)
- Héctor Vilches, calciatore uruguaiano (n. 1926 - † 1998)
- Héctor Villalba, calciatore argentino (Buenos Aires, n. 1994)

## Y(2)
- Héctor Yazalde, calciatore argentino (Avellaneda, n. 1946 - Buenos Aires, † 1997)
- Martín Yupanqui, ex calciatore peruviano (Lima, n. 1962)

## Z(3)
- Héctor Zelada, ex calciatore argentino (Maciel, n. 1957)
- Héctor Zelaya, ex calciatore honduregno (Trinidad, n. 1957)
- Héctor Zerrillo, calciatore argentino (Junín, n. 1941 - Avellaneda, † 2010)